# Tungari aurukun
Tungari aurukun là một loài nhện trong họ Barychelidae. Loài này phân bố ờ Queensland.